# 小町通り

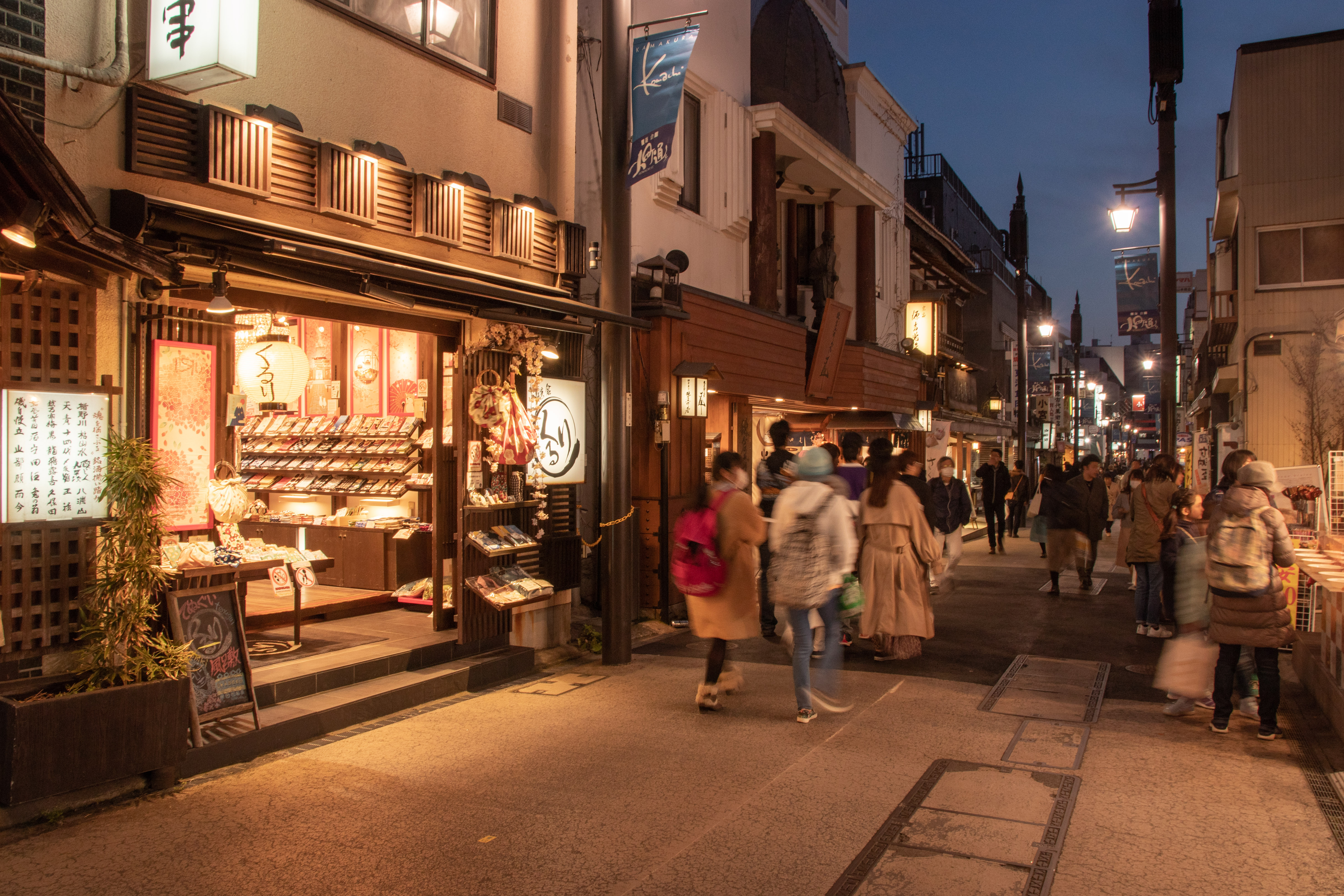
小町通り（2019年3月）

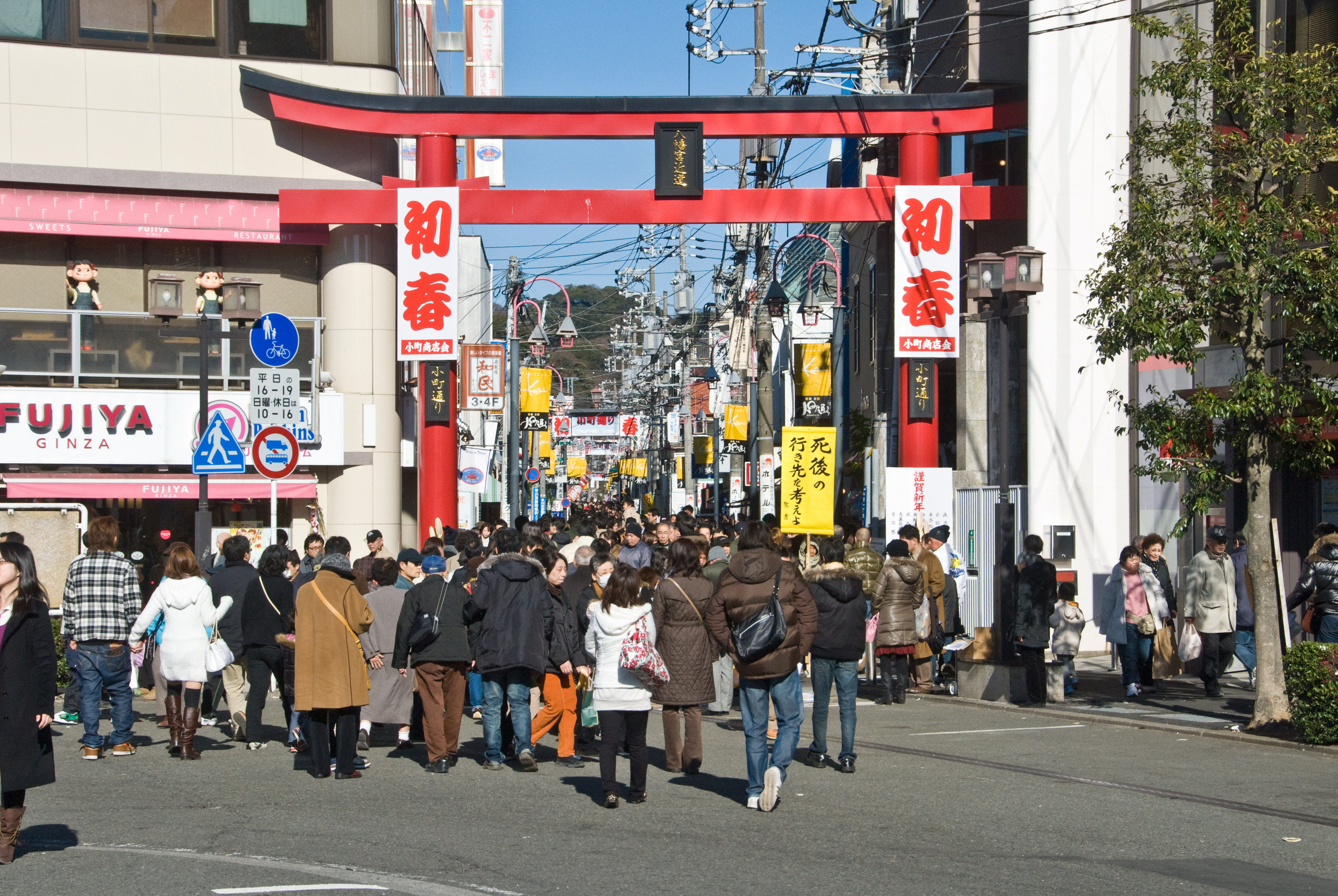
小町通り（2009年1月）

小町通り（こまちどおり）は神奈川県鎌倉市の通りの一つ。

## 歴史
現在の小町通りは、古くは「瀬戸耕地」と呼ばれる農道で、1889年（明治22年）に国鉄横須賀線鎌倉駅が開業すると市街化が進んだ。鎌倉時代に商いが認められていたのは若宮大路東側の小町大路（別名 辻説法通り）であり、関東大震災以前は現在東急ストアのある付近にも数軒の商家があったがその多くが被災し、小町通りに集団移転した。1952年（昭和27年）には鎌倉小町商店会が組織された。
2007年度からは電線類地中化工事が行われ、2013年8月に完成した。

## 店舗
鎌倉駅東口から鶴岡八幡宮の南西角（横大路との交差点）まで、若宮大路の西側に並行する360メートルほどの北行き一方通行の道で、店舗数約250店の商店街を形成する。南側は小町一丁目、北側は雪ノ下二丁目にあたる。地元客向けの日用品販売店のほか、観光客を対象とした土産物店や飲食店が軒を連ね、鶴岡八幡宮の参詣客や修学旅行生でにぎわう。